# كريغ داوسون
كريغ داوسون (بالإنجليزية: Craig Dawson)‏ (6 مايو 1990 المملكة المتحدة - ) هو لاعب كرة قدم بريطاني.

## وصلات خارجية
كريغ داوسون على موقع الاتحاد الأوربي (الإنجليزية)
- كريغ داوسون على موقع قاعدة بيانات كرة القدم.إي يو (الإنجليزية)
- كريغ داوسون على موقع Soccerbase.com (لاعب) (الإنجليزية)
- كريغ داوسون على موقع Soccerway.com (الإنجليزية)
- كريغ داوسون على موقع عالم كرة القدم.نت (الإنجليزية)
- كريغ داوسون على موقع اللجنة الأولمبية الدولية (الإنجليزية)
- كريغ داوسون على موقع أوليمبيديا (الإنجليزية)
- كريغ داوسون على موقع اللجنة الأولمبية البريطانية (الإنجليزية)
- كريغ داوسون على موقع AS.com (الإسبانية)